# Carlos Bello
Pour les articles homonymes, voir Bello (homonymie).
Carlos Bello Boyland, né le 30 mai 1815 à Londres et mort le 26 octobre 1854 à Santiago, est un écrivain et homme politique chilien.

## Biographie
Carlos Eusebio Florencio Bello Boyland, premier-né du mariage d'Andrés Bello et de Mary Ann Boyland, naît dans la capitale britannique durant le séjour qu'y effectue son père entre 1810 et 1829. Avec la famille Bello-Dunn, il arrive à l'âge de quatorze ans au Chili, où il composera la majeure partie de son œuvre. Il fait ses premiers pas littéraires en écrivant des poèmes, marqués par l'influence de Lord Byron sur la littérature de l'époque, ainsi que quelques pièces de théâtre.
En 1828, il voyage à Copiapó, attiré par la récente découverte du gisement argentifère de Chañarcillo. En 1842, il retourne à Santiago pour se consacrer à la pièce de théâtre Los amores del poeta (« Les Amours du poète »), qui reçoit un très bon accueil du public à son lancement en 1844. En 1843, il publie dans le journal El Progreso un feuilleton intitulé El loco (« Le Fou »). En 1846, il voyage en Europe en passant par le Vénézuéla ; il y reste jusqu'en 1850, date à laquelle il rentre au Chili, atteint de tuberculose. En 1850, il publie Trinidad, o la mujer del pescador (« Trinidad, ou la Femme du pêcheur »).
En 1849, il est élu pour trois ans député suppléant de la ville de La Serena, mais le 8 juin de cette année, la Chambre des députés du Chili annonce qu'il ne peut intégrer ses rangs car il est né à l'étranger et n'a pas la nationalité chilienne. Cependant, la Chambre revient par la suite sur sa décision et l'intègre en son sein. Le 17 août 1850, il formule avec d'autres députés dans le même cas une proposition d'accord leur permettant d'être déclarés en possession de leurs droits de citoyens et en capacité d'endosser les fonctions de député, accord validé le 17 décembre suivant. Carlos Bello est aussi chargé des échanges commerciaux avec l'Équateur.
Il meurt le 26 octobre 1854 à l'âge de 39 ans, laissant derrière lui son épouse, María Elvira Cortés, et leur fille.